# Andrzej Śramkiewicz
Andrzej Kazimierz Śramkiewicz (ur. 1951 w Gdańsku) – polski malarz i rysownik, profesor Akademii Sztuk Pięknych w Gdańsku. 

## Życiorys
Syn prof. Kazimierza Śramkiewicza, malarza, wykładowcy gdańskiej PWSSP w latach 1950–1984.  
W 1969 ukończył V Liceum Ogólnokształcące w Gdańsku. W latach 1969–1974 studiował na Wydziale Malarstwa PWSSP w Gdańsku. Dyplom uzyskał w pracowni prof. Władysława Jackiewicza. Od 1974 jest pracownikiem macierzystej uczelni. Profesor (od 1999), jest kierownikiem Katedry Malarstwa i Rzeźby na Wydziale Architektury i Wzornictwa. 

## Wystawy indywidualne (wybór)
- Klub Studentów Wybrzeża „Żak” w Gdańsku (1974)
- Festiwal Polskiego Malarstwa Współczesnego w Szczecinie (1976, 1978, 1988)
- Focke Museum w Bremie (1982)
- Galeria 85 w Gdańsku (1986)
- Galeria BWA w Gdańsku (1989)
- Nowa Oficyna, galeria ASP w Gdańsku (2002)
- Dworek Sierakowskich w Sopocie (2007)
- Wojewódzka i Miejska Biblioteka Publiczna im. Josepha Conrada Korzeniowskiego w Gdańsku (2023)[4]

Źródło:.

## Nagrody
- Nagroda Prezydenta Miasta Gdańska w Dziedzinie Kultury z okazji jubileuszu 40-lecia pracy artystycznej i dydaktycznej (2014)[6]